# ميكيل ديولاند
ميكيل ديولاند (بالدنماركية: Mikkel Duelund) (29 يونيو 1997 الدنمارك - ) هو لاعب كرة قدم دانمركي، يلعب كمهاجم.

## روابط خارجية
- ميكيل ديولاند على موقع الاتحاد الأوربي (الإنجليزية)
- ميكيل ديولاند على موقع اتحاد أوكرانيا (الإنجليزية)
- ميكيل ديولاند على موقع إي إس بي إن إف سي (الإنجليزية)
- ميكيل ديولاند على موقع قاعدة بيانات كرة القدم.إي يو (الإنجليزية)
- ميكيل ديولاند على موقع Soccerbase.com (لاعب) (الإنجليزية)
- ميكيل ديولاند على موقع Soccerway.com (الإنجليزية)
- ميكيل ديولاند على موقع عالم كرة القدم.نت (الإنجليزية)
- ميكيل ديولاند على موقع AS.com (الإسبانية)